# The Invaders
The Invaders er en amerikansk stumfilm fra 1912 af Francis Ford og Thomas H. Ince.

## Medvirkende
- Francis Ford som James Bryson
- Ethel Grandin
- Ann Little
- Ray Myers som White
- William Eagle Shirt